# سارة إيمرسون
سارة إيمرسون (بالإنجليزية: Sarah Emerson)‏ هي رسامة أمريكية، ولدت في 1974.